# Sinocyclocheilus wumengshanensis
Sinocyclocheilus wumengshanensis är en fiskart som beskrevs av Li, Mao och Lu 2003. Sinocyclocheilus wumengshanensis ingår i släktet Sinocyclocheilus och familjen karpfiskar. Inga underarter finns listade i Catalogue of Life.